# Dolichopus occidentalis
Dolichopus occidentalis är en tvåvingeart som beskrevs av Aldrich 1893. Dolichopus occidentalis ingår i släktet Dolichopus och familjen styltflugor. Inga underarter finns listade i Catalogue of Life.